# Єлень (Дзялдовський повіт)
Єлень (пол. Jeleń, нім. Jellen) — село в Польщі, у гміні Лідзбарк Дзялдовського повіту Вармінсько-Мазурського воєводства.
Населення — 453 особи (2011).
У 1975-1998 роках село належало до Цехановського воєводства.

## Демографія
Демографічна структура станом на 31 березня 2011 року:
|          | Загалом | Допрацездатний вік | Працездатний вік | Постпрацездатний вік |
| -------- | ------- | ------------------ | ---------------- | -------------------- |
| Чоловіки | 232     | 54                 | 152              | 26                   |
| Жінки    | 221     | 51                 | 125              | 45                   |
| Разом    | 453     | 105                | 277              | 71                   |